# 費希爾 (明尼蘇達州)
費希爾（英語：Fisher）是一個位於美國明尼蘇達州波爾克縣的城市。

## 人口
根據2020年美國人口普查的數據，費希爾的面積為1.10平方千米，皆為陸地。當地共有人口422人，而人口密度為每平方千米384人。